# Odarivka, Krînîcikî
Odarivka (în ucraineană Одарівка) este un sat în așezarea urbană Krînîcikî din raionul Krînîcikî, regiunea Dnipropetrovsk, Ucraina.

## Demografie
Componența lingvistică a localității Odarivka
     Ucraineană (92,8%)
     Rusă (5,66%)
     Alte limbi (0,51%)
Conform recensământului din 2001, majoritatea populației localității Odarivka era vorbitoare de ucraineană (92,8%), existând în minoritate și vorbitori de rusă (5,66%).